# تی‌وی‌لاین
تی‌وی‌لاین یک وب‌گاه است که به اطلاعات، اخبار و اسپویل برنامه های تلویزیونی اختصاص دارد.

## تاریخچه
در اواخر سال ۲۰۱۰، مایکل اُسیلو از  انترتینمنت ویکلی اعلام کرد که ای‌دبلیو را پس از نزدیک به دو سال کار در آنها ترک می‌کند تا یک وب سایت تلویزیون محور با پی‌ام‌سی ، شرکت رسانه‌ای که توسط جی پنسکه تأسیس شده است، ایجاد کند. او بعداً اعلام کرد که مایکل اسلزاک، نویسنده ای‌دبلیو، مگان مسترز از ئی! آنلاین و مت میتوویچ از تی‌وی گاید در این پروژه به او خواهند پیوست.
این سایت در ۵ ژانویه ۲۰۱۱ افتتاح شد و انتظارات اولیه برای ترافیک اینترنت در شش روز اول آن بیش از سه برابر شد. 
در اوایل سال ۲۰۱۱، یک گزارش از تی‌وی بای د نامبرز، رتبه‌بندی بازدید از صفحه را برای چهار وب‌سایت تلویزیونی تجزیه و تحلیل ارائه کرد: تی‌وی‌لاین، سایت خواهرش ددلاین هالیوود، درپ، و تی‌وی بای د نامبرز را با بیش از ۱ میلیون بازدید روزانه از صفحه شکست داد. گزارش مشابهی در تابستان ۲۰۱۲ منتشر شد که دوباره تی‌وی‌لاین را با سه وب سایت ددلاین، هالیوود ریپورتر و هیت‌فیکس مقایسه کرد که تی‌وی‌لاین به رکورد ۲۳ میلیون بازدید ماهانه رسید که بعد از هالیوود ریپورتر در رتبه دوم قرار دارد.